# La Marcus Adna Thompson
LaMarcus Adna Thompson (8 de março de 1848 – 8 de maio de 1919) foi um inventor e empresário americano mais famoso por desenvolver uma variedade de montanhas-russas.

## Primeiros anos
Thompson nasceu em Jersey, Condado de Licking, Ohio, em 8 de março de 1848. Seus pais eram Adna Thompson (pai) e Nancy D. Thompson (mãe). Ele tinha um irmão chamado Olvid. Na adolescência, tornou-se um carpinteiro habilidoso. Em 1873, começou a operar uma mercearia em Elkhart, Indiana. Lá, começou a projetar um dispositivo para fabricar meias e collants sem costura para mulheres. Ele fez fortuna nesse negócio, mas problemas de saúde o forçaram a desistir.

## Pai da montanha-russa

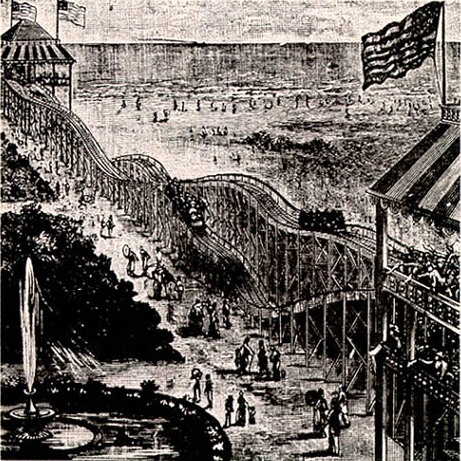
Switchback Railway de Thompson, 1884

Thompson é mais conhecido por seu trabalho pioneiro no desenvolvimento de montanhas-russas e por inventar o gênero de passeios scenic railway. Ele é conhecido como o "Pai da Montanha-Russa Americana" e frequentemente também chamado de "Pai do Passeio de Gravidade". Ao longo de sua vida, Thompson acumulou quase trinta patentes relacionadas a tecnologias de montanhas-russas. Um exemplo é a patente concedida em 22 de dezembro de 1884, para o Gravity Switch-back Railway. O trabalho de Thompson baseou-se em uma patente anterior para um "Inclined Plane Railway", registrada em 1878 por Richard Knudson.
O passeio revolucionário de Thompson foi o "Gravity Switchback Railway", inaugurado em Coney Island em 1884. Um passeio a 9,7 km/h custava 5 centavos. Em 1887, junto com o designer James A. Griffiths, ele inaugurou o Scenic Railway no calçadão de Atlantic City, Nova Jersey. O conceito de scenic railway de Thompson inicialmente pretendia oferecer aos passageiros uma vista panorâmica da paisagem circundante; posteriormente, Thompson criou cenários e fundos pintados elaborados para que os passageiros se sentissem como se estivessem visitando os Alpes Suíços ou outras paisagens estrangeiras.
Thompson foi diretor-gerente da L. A. Thompson Scenic Railway Company, localizada na 220 West 42nd St., incorporada em 1895. As scenic railways de Thompson foram imensamente populares durante a primeira e segunda décadas do século XX, e sua empresa operou seis grandes scenic railways apenas em Coney Island nesse período. Dezenas de scenic railways operaram em todo os EUA e na Europa. Eventualmente, as scenic railways foram eclipsadas por passeios de montanha-russa mais rápidos e emocionantes, possibilitados por melhorias na tecnologia de segurança das montanhas-russas.

Thompson morreu em sua casa, Thompson Park, Glen Cove, Long Island, em 8 de maio de 1919, aos 71 anos.